# GOST R, Intyg om överensstämmelse
Intyg om överensstämmelse GOST R är ett av de officiella dokument som bekräftar att produkten verkligen uppfyller alla nödvändiga säkerhets- och kvalitetskrav som ställs specifikt för denna typ av produkt gällande statliga regler och normer i Ryska federationen. Det finns olika typer av statliga normer för produkter till exempel GOST, GOST R IEC, ISO, GOST-R. 

## Två typer av intyg om överensstämmelse i Ryska federationen
1) intyg om överensstämmelse för GOST standarder

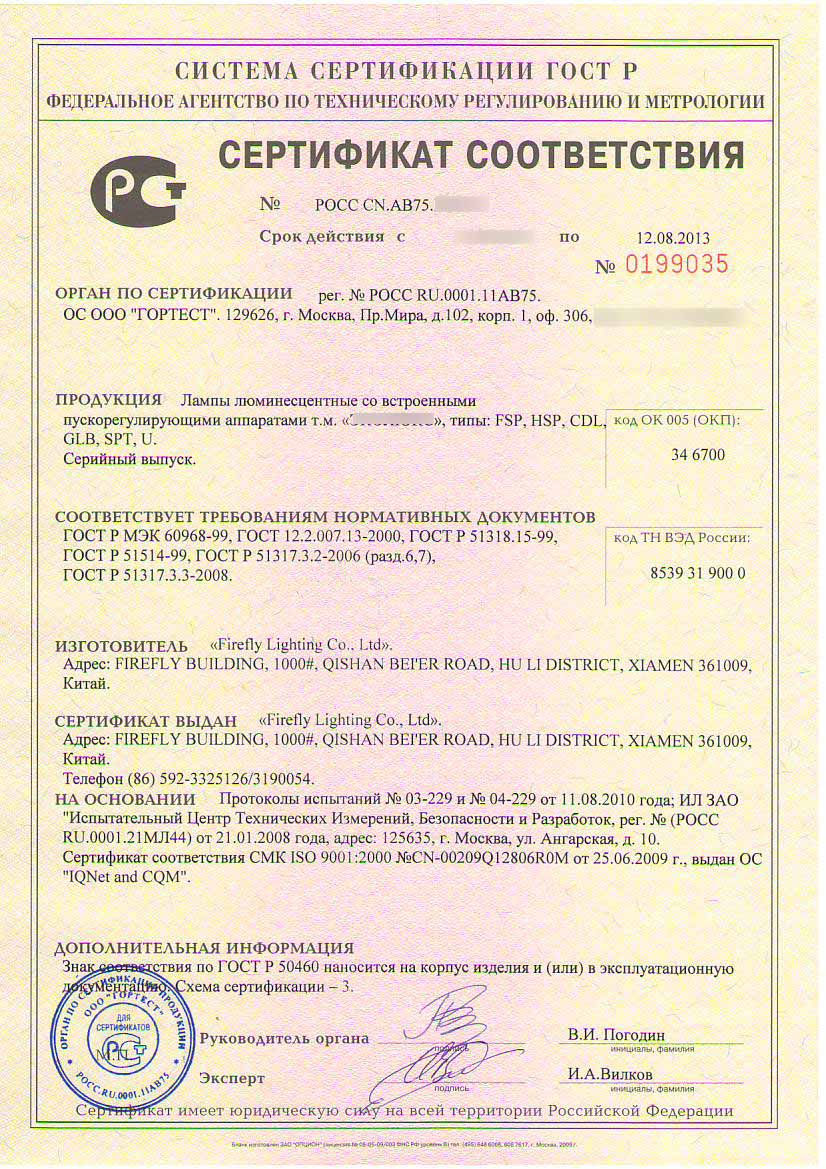
Lägg till bildtext här

2) intyg om överensstämmelse för tekniska föreskrifter

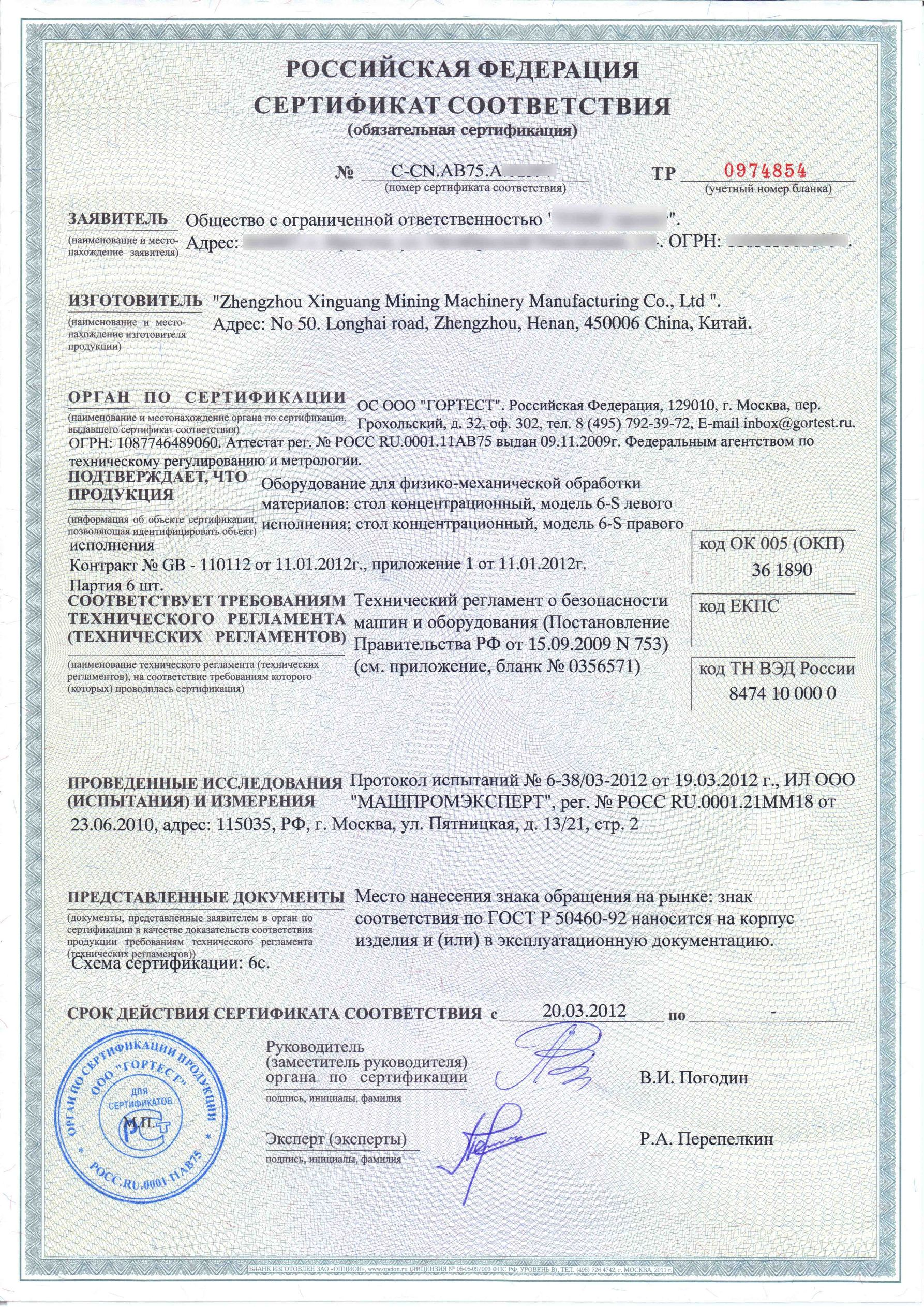
Lägg till bildtext här

Detta beror på det faktum att tekniska föreskrifter har utvecklats och trätt i kraft först nyligen, därför kan de ännu inte helt reglera certifieringsprocessen i Ryska federationen. GOST-standarder deltar också i regleringen av certifieringsprocessen i Ryska federationen tills tekniska föreskrifter kommer att ersätta dem helt.
Intyget om överensstämmelse GOST R kan utfärdas bara av ett ackrediterat certifieringsorgan. När det gäller serieproduktion kan intyget om överensstämmelse utfärdas för ett, två eller tre år. Om certifikatet är utfärdat för en sats av produkter är dess giltighetstid obegränsad. I Ryska federationen finns ca 1100 certifieringsorgan. Vart och ett av dem har sitt eget område av ackreditering. För att förstå vilket område av ackreditering ett certifieringsorgan handhar behöver man läsa förteckningen över de produkter som kan få intyg om överensstämmelse med hjälp av den organisationen. 
För att få ett intyg om överensstämmelse i Ryska federationen måste man lämna ett paket med nödvändig dokumentation till ett certifieringsorgan. Ett av de dokument som krävs för certifiering är en provningsrapport. Detta dokument kan utfärdas av ett laboratorium som ackrediterad för certifiering efter att laboratoriet har testat produkten i enlighet med lagstiftningens krav. Ett laboratorium kontrollerar vanligtvis produktens säkerhet för konsumenter och miljön och samt jämför produktens egenskaper som anges i den tekniska dokumentationen med den faktiska produktens kvalitet.

## Certifieringssystem
Intyget om överensstämmelse GOST R kan skapas på flera olika system. Ett system väljs av experter från certifieringsorganen och obligatoriskt måste komma överens med kunden.
Det finns tre olika certifieringssystem:
- Intyget om överensstämmelse GOST R kan utfärdas till kontraktet. I detta fall måste intyget innehålla information om tester som utförts på produktion i ett laboratorium (nummer och datum för provningsprotokollet). Intyg av denna typ brukar innehålla det exakta namnet på certifikatmottagaren och tillverkarens produkt, nummer och datum för avtalet och certifieringssystem. Det intyg om överensstämmelse GOST R för kontraktet görs vanligtvis när det gäller att importen inte är begränsad till en engångskostnad leverans av produkter. Efter att kunden har mottagit ett sådant dokument, kan denne enkelt importera de produkter som utfärdar sådana intyg under hela året.

- Intyget om överensstämmelse GOST R kan utfärdas för en sats av produkter. I detta fall finns det inget behov i utformningen av testet, men certifikatet ska innehålla informationen om datum och fakturanummer. Denna typ av certifikat används när man importerar ett testparti av en produkt, eftersom det fungerar endast på en begränsad parti varor. Intyg om överensstämmelse utfärdas med ett öppet datum. Vanligt görs detta dokument för till exempel utrustning, eftersom det kommer i små partier, och det finns helt enkelt inget behov av att förbereda dokument för lång sikt.

- Intyget om överensstämmelse GOST R för serietillverkning av produktion kan utfärdas bara efter tester i ett  certifieringslaboratorium. Intyget funkar från ett till tre år. Ett sådant dokument kan utfärdas för både inhemska och utländska tillverkare.

## För godkänd certifiering behövs följande dokument
- Ansökan om certifiering;
- Dokumentet, som bekräftar kvalitet;
- Produktbeskrivning (utseende, omfattning, specifikationer).

## Det finns två typer av intyg om överensstämmelse
”obligatorisk” och ”frivillig”. Obligatoriskt intyg om överensstämmelse GOST R utfärdas på en gul blankett, och frivilligt utfärdas på en blå blankett. Obligatoriskt intyg om överensstämmelse krävs för produkter som nämns i den officiella listan över produkter som behöver obligatorisk certifiering. Obligatorisk certifiering genomförs enligt ett av de lagligsgodkända certifieringssystem. 
Dokumenten som har listan över produkter som omfattas av obligatorisk certifiering:
för inhemska produkter (klassificering kod ECV) - Beslut av statens Standard för Ryssland № 64  från 2002-07-30 
för importerade produkter (klassificeras enligt HS-nummer) - Skrivelse från SCC 01-06/47124 från 2002-11-28 (bilaga till förordningen av SCC № 217 från 1994-05-23).
Vid frivillig certifiering väljer den sökande parametrar för certifieringen. Certifiering på frivillig basis används ofta av stora tillverkare av produkter och säljare för att bekräfta produkternas överensstämmelse med tekniska och statliga standarder som inte används i obligatorisk certifiering.